# 데이비드 델린저

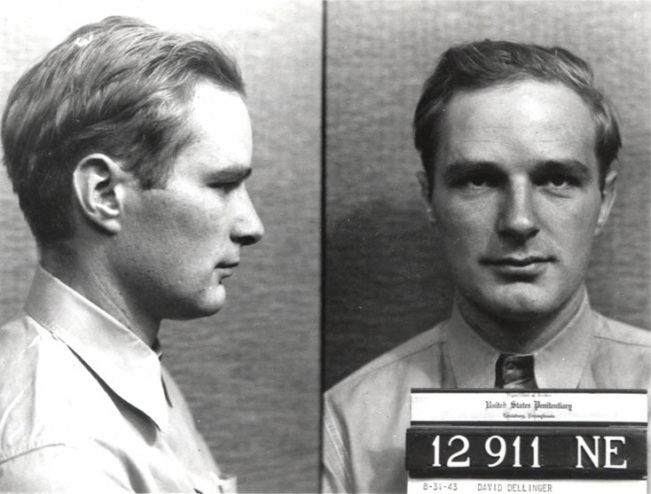
데이비드 델린저

데이비드 T. 델린저(David T. Dellinger, 1915년 8월 22일 - 2004년 5월 25일)는 미국의 신좌파 계열 활동가, 평화 운동가, 저술가이다.
1915년 8월 22일 미국 매사추세츠의 부유하고 보수적인 집안에서 태어났으며 예일 대학교에서 경제학을 수학했다.
시카고 7인의 일원으로 청년국제당의 조직에 관여하고 미국 내 신좌파 활동의 주도적인 인물이기도 했다. 베트남 전쟁 등에 대한 반대 의미로 1968년 미국 민주당 전당 대회에 대한 반전 메시지적 활동을 진행하기도 하였다. 제리 루빈, 애비 호프만 등이 사업으로 가거나 사망한 이후에도 꾸준히 활동을 이어나갔다. 2001년에는 자유무역에 대한 항의 시위로 이피 그룹을 조직하기도 했다.
2004년 5월 25일 버몬트주 몬트필리어에서 사망했다.